# Aguja bifurcada

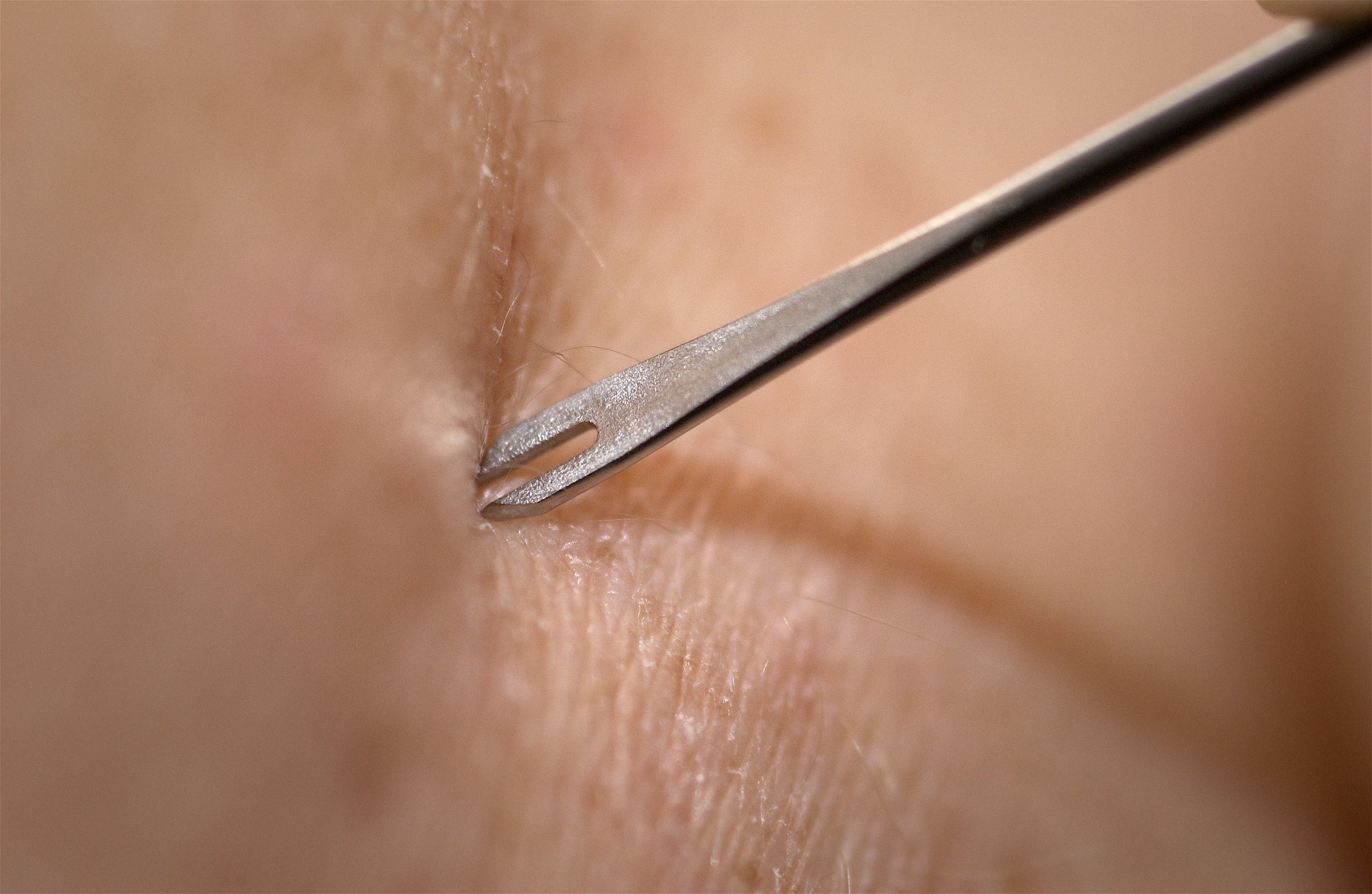
Aguja bifurcada tocando la piel. Simula una inoculación.

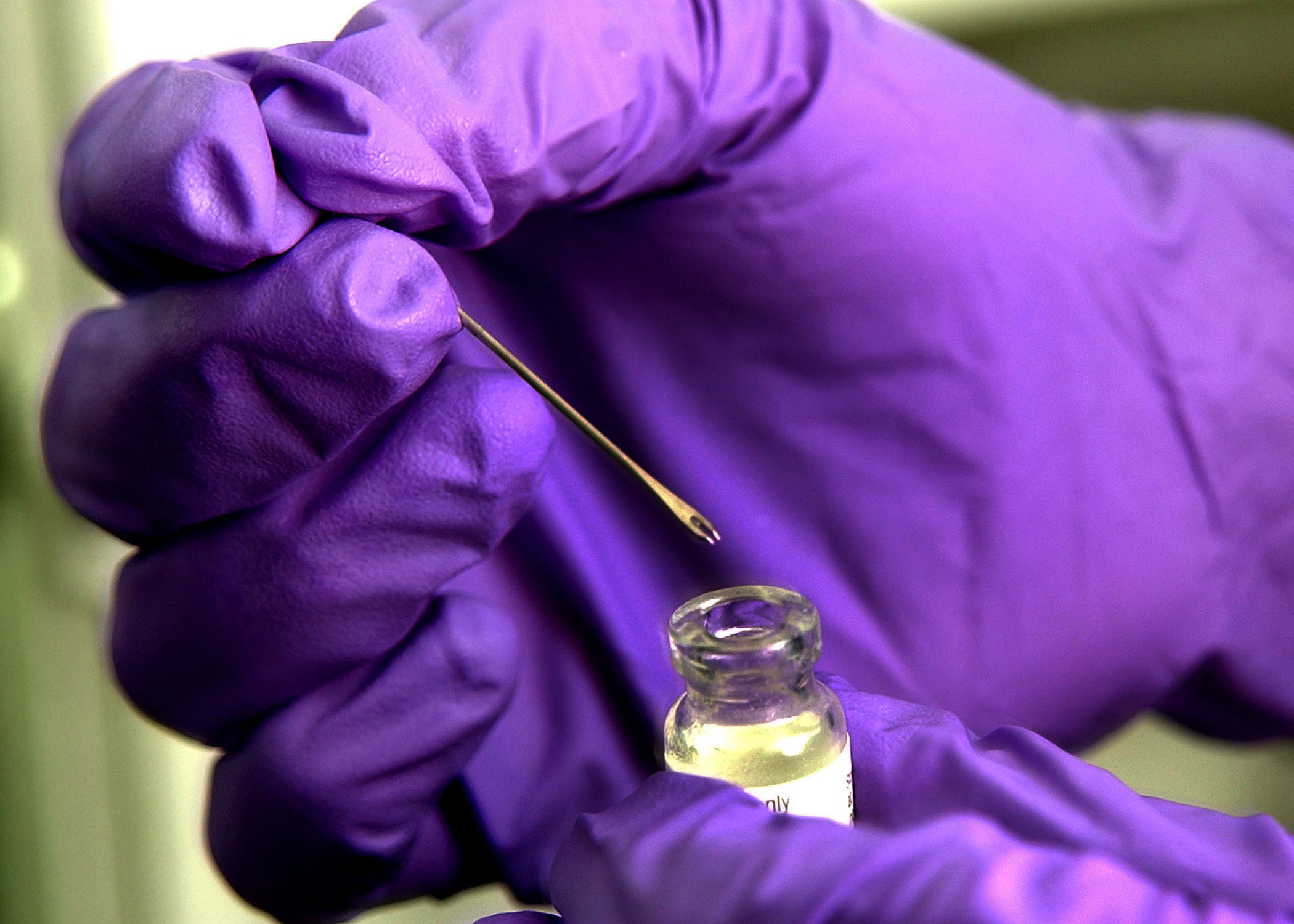
Militar sujetando un vial con vacuna contra la viruela y la aguja bifurcada.

La aguja bifurcada es una barra de acero estrecha, de aproximadamente 5 cm (2 plg) de largo con dos puntas en un extremo.  Fue diseñada para contener una dosis de vacuna contra la viruela (en su versión reconstituida) entre sus puntas.  Fue el principal instrumento utilizado durante la campaña de 1966-1977 de la Organización Mundial de la Salud para erradicar la viruela. 

## Uso
Es usada principalmente en la vacunación contra la viruela. 
Una vez reconstituida la vacuna liofilizada, se procede a sumergir la aguja bifurcada en la vacuna y luego de pincha perpendicularmente la parte superior del brazo de una persona. Se pincha quince veces rápidamente en un área circular pequeña. Los pinchazos deben quedar en una zona de aproximadamente 5 mm de diámetro. La piel del área debe estar limpia antes de la inoculación, el uso alcohol es opcional. Si se usa alcohol, se debe dejar que la piel se seque por completo para evitar la desactivación de la vacuna. Luego se desecha la aguja. Cuando se hace correctamente, aparece un rastro de sangre en el lugar de la vacunación entre 10 y 20 segundos después del procedimiento.  

## Historia
Fue inventada en 1965 por el Dr. Benjamin Rubin, que trabajaba en los Laboratorios Wyeth.Inventó este diseño mientras buscaba alternativas a la aguja convencional. Consiguió esta aguja luego de pulir el ojal de la aguja de una máquina de coser. El espacio entre ambos "cuernos" era suficiente para que la tensión superficial del líquido conserve el inoculo entre los dos "cuernos".  

### Rol durante la erradicación de la viruela
Mientras tanto, en 1967, la OMS ordenó la puesta en marcha de su Programa intensificado de erradicación de la viruela. En un primer momento, la forma de inocular la vacuna era por medio del inyector a chorro.
En 1968, se realizó estudios de campo por la OMS que demostraron que la aguja bifurcada podía usarse para administrar la vacuna mediante la vacunación con múltiples punciones. Su rendimiento y su bajo coste hizo que la aguja bifurcada se convierta en el método estándar de vacunación.
Durante esta campaña, la OMS suministró algo más de 40 millones de agujas bifurcadas. Se estima que se utilizó para administrar 200 millones de vacunas por año durante los últimos años de la campaña. 

### Uso posterior
Su uso sigue estando ligado a la viruela. El riesgo de un ataque biológico hace que estas estén en reserva en caso de un ataque. Por ejemplo, después de los ataques del 11 de septiembre de 2001 y las posteriores amenazas de ántrax, el gobierno de Estados Unidos ordenó que la vacuna contra la viruela estuviera disponible para todas las personas en el país, además de la aguja bifurcada. 